# Marian Hurtík
Marian Hurtík (* 23. Februar 1951 in Bratislava, Tschechoslowakei) ist ein ehemaliger deutsch-slowakischer Eishockeyspieler und derzeitiger -trainer.

## Karriere

### Als Spieler
Seit den 1970er Jahren spielte Hurtík in Deutschland, nachdem er seine Karriere in seiner Heimatstadt bei HC Slovan Bratislava begonnen hatte. Seine erste Station war die SG Nürnberg und ab 1977 der VfL Bad Nauheim. Für die Nauheimer spielte der Stürmer drei Jahre, ehe er sich im Sommer 1980 dem damaligen Zweitligisten EHC Essen-West anschloss. Mit dem EHC erreichte Hurtík nur den vorletzten Platz, konnte den Abstieg aber verhindern.
Zur Saison 1981/82 wechselte er zum Ligakonkurrenten VER Selb, für den er jedoch nur ein Jahr aktiv war. Seine aktive Eishockeykarriere beendete der gebürtige Slowake zum Ende der Spielzeit 1982/83 beim ERC Freiburg. Mit dem ERC konnte er in dieser Saison, die zugleich seine letzte war, Meister der 2. Bundesliga werden und in die Bundesliga aufsteigen.

### Als Trainer

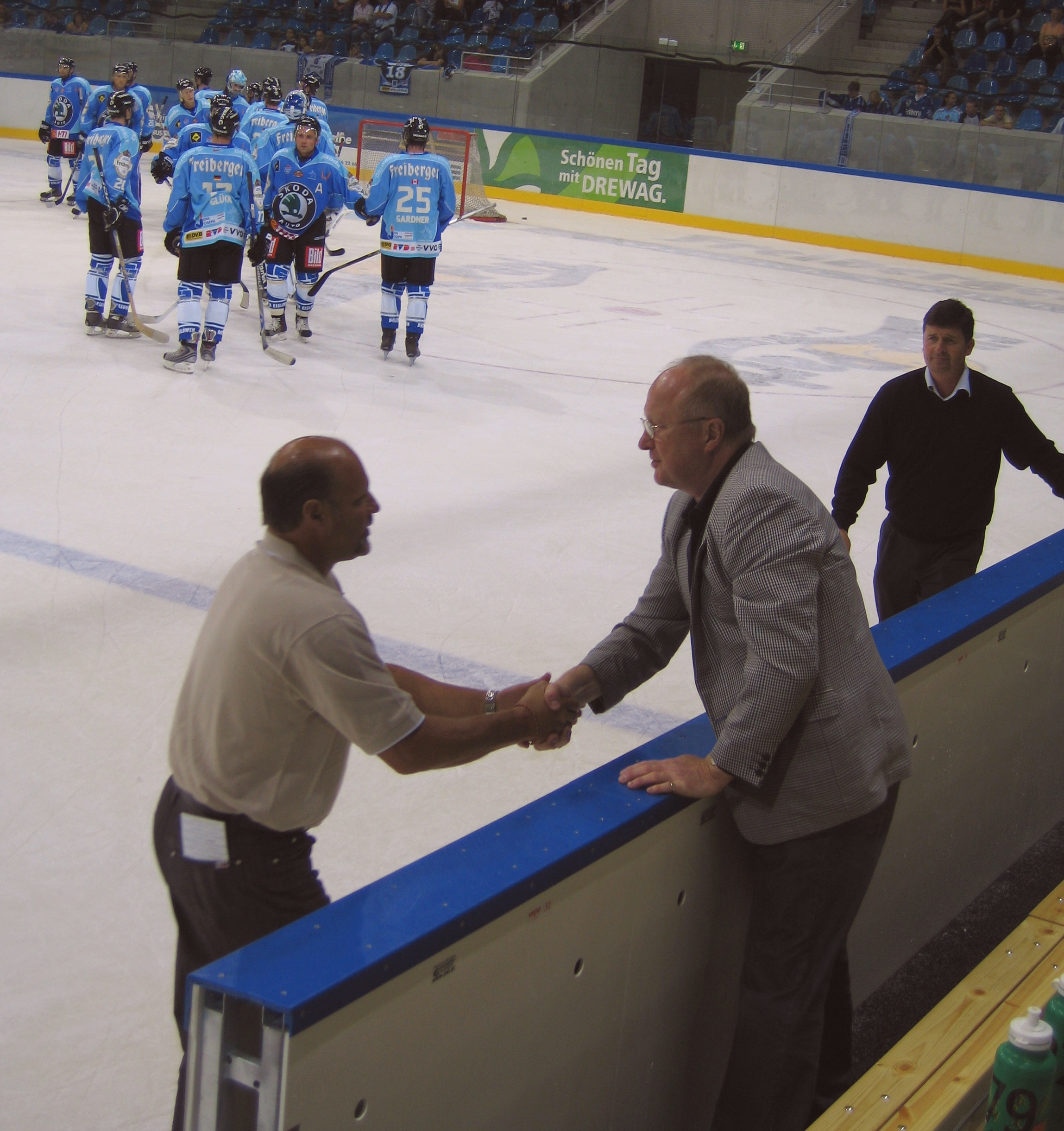
Marian Hurtík beim Shake-Hands mit Benoît Laporte nach einem Testspiel gegen die Nürnberg Ice Tigers

Beim damaligen Zweitligisten Augsburger EV begann Marian Hurtík 1983 seine Trainerlaufbahn. Den AEV betreute er zwei Spielzeiten und konnte mit dem Klub in dieser Zeit zwei Mal den zweiten Platz der Süd-Gruppe erreichen und sich somit erfolgreich für die Endrunde qualifizieren. Dort platzierte er sich mit seinem Team auf dem dritten Tabellenrang, der nicht zum Aufstieg in die Bundesliga ausreichte. Nach einem einjährigen und einem zweijährigen Engagement beim EC Bad Nauheim und beim EV Ravensburg, schloss er sich m Sommer 1988 der Eintracht Frankfurt an. Dort war er bis 1991 als Nachwuchs- und Co-Trainer aktiv.
Es folgten weitere Stationen beim EC Bad Nauheim, beim Braunlager EHC/Harz, bei den Nürnberg Ice Tigers sowie erneut zwischen 2000 und 2001 beim EC Bad Nauheim. Nach einer anschließenden einjährigen Pause, wechselte er zur Saison 2002/03 in die Schweiz zum EHC Saastal, wo er ein Jahr als Trainer an der Bande stand. Anschließend betreute er den HC La Chaux-de-Fonds in der zweithöchsten Schweizer Liga, der Nationalliga B. Im Jahr 2005 kehrte Hurtík nach Deutschland zurück und unterschrieb einen Vertrag bei den Kassel Huskies, wo er fortan bis 2005 bei der Eishockeyjugend Kassel als Nachwuchstrainer arbeitete.
Nachdem er zwischen 2005 und 2007 den Bayernligisten Pinguine Königsbrunn betreute, transferierten ihn die Verantwortlichen des damaligen Oberligisten Dresdner Eislöwen nach Dresden. Dort wurde er im Januar 2008 entlassen und durch den Deutsch-Tschechen Jan Tábor ersetzt.
Von November 2009 bis März 2010 betreute Hurtík den Oberligisten EV Landsberg als Cheftrainer, nachdem dort Ende Oktober Norbert Zabel zurückgetreten war.

## Erfolge und Auszeichnungen
- 1983 Meister der 2. Bundesliga mit dem ERC Freiburg